# Triumph TR4
El Triumph TR4 es un automóvil deportivo producido por Triumph Motor Company entre 1961 y 1965. Como sucesor del TR3A, el automóvil se basó en el chasis y la transmisión de los deportivos TR anteriores, pero con una carrocería moderna diseñada por el estilista italiano Giovanni Michelotti.
A pesar de su estilo moderno, se construyeron un total de tan solo 40 253 unidades durante su ciclo de producción de 5 años. En comparación, el TR2 vendió 8635 unidades en su carrera de 3 años desde 1953-1955; el TR3 vendió 74 800 ejemplares en un período de 8 años, desde 1955 hasta 1962; el TR6 94 500 en un período de 9 años, desde 1968 hasta 1976; y el TR7 111 500 durante un período de 7 años, desde 1975 hasta 1981.

## Estilismo y carrocería
Con el nombre en código de "Zest" durante su desarrollo, el nuevo estilo de la carrocería del TR4 eliminó la configuración de la puerta seccionada de los TR anteriores, para permitir la instalación de ventanas con vidrios ascendentes accionados por una manivela en lugar de los cortavientos laterales de metacrilato desmontables del TR3. La parte trasera más recta permitía disponer de un maletero con considerable capacidad para un deportivo.

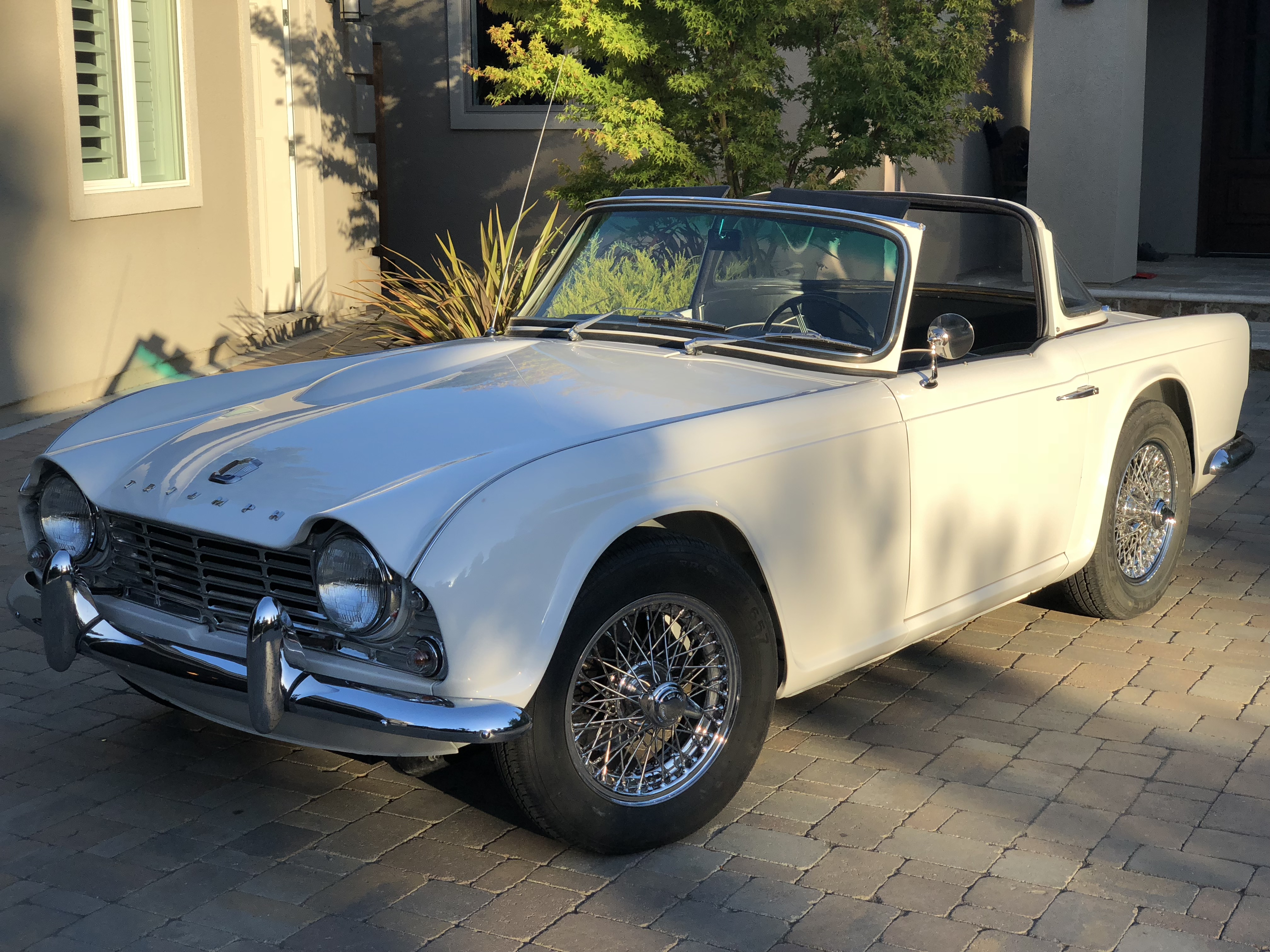
TR4 de 1964 "Techo Surrey" con vidrio trasero fijo ("backlight")

Entre sus características más novedosas figuraron el uso de ventilación ajustable en el frontal del coche y la opción de un techo rígido que consistía en una ventana trasera de vidrio fija (llamada backlight) con una barra antivuelco integral y un panel central de acero desmontable (de aluminio en las primeras 500 unidades). Este fue el primer sistema de techo de este tipo en un automóvil de producción en serie, cinco años antes de que el Porsche 911/912 popularizara el techo Targa, que desde entonces se ha convertido en un nombre genérico para este estilo de capota.
En el TR4, el panel rígido del techo se podía reemplazar por una lámina de vinilo y un bastidor de soporte que se plegaba y guardaba fácilmente, llamado "techo Surrey". Todo el conjunto del techo duro a menudo se denomina erróneamente una capota Surrey. En los catálogos de piezas originales de fábrica, el conjunto de techo rígido y ventana trasera fija figura como el kit Hard Top. El inserto de vinilo y el marco se ofrecen por separado como capota Surrey.
Características como las ventanillas ascendentes se consideraron un paso necesario para hacer frente a la competencia y lograr buenas ventas en el importante mercado estadounidense, donde finalmente se vendió la gran mayoría de los TR4. A los distribuidores les preocupaba que algunos compradores no apreciaran completamente las nuevas comodidades, y por lo tanto, en 1961 y 1962 se produjo una serie corta especial de TR3A (comúnmente llamados TR3B).
En el primer trimestre de 2011, había registrados aproximadamente 739 TR4 con licencia de circulación y 138 con permiso especial SORN.

## Ingeniería
El sistema de varillas de empuje del motor Standard cuatro en línea se diseñó para ser utilizado por los tractores Ferguson TE20. Básicamente, era el mismo propulsor de los modelos TR2/3 anteriores, pero la cilindrada se incrementó de 1991 cc a 2138 cc aumentando el tamaño del diámetro interior. Las mejoras graduales en los colectores y la culata culminaron en el motor del modelo TR4A. La unidad de 1991 cc se convirtió en una opción sin costo para aquellos coches destinados a competir en las clases de menos de dos litros. Algunos coches estaban equipados con sobrealimentadores de tipo paleta, ya que el motor con tres cojinetes principales era propenso a presentar fallos en el cigüeñal si se aceleraba más allá de las 6500 rpm; la sobrealimentación permitía que un TR4 produjera mucha más potencia y par motor a revoluciones relativamente bajas.ç
El motor estándar producía 105 HP (78 kW) SAE pero, sobrealimentado y debidamente ajustado, la versión de 2.2 litros podía producir más de 200 HP (150 kW). El TR4, al igual que sus predecesores, estaba equipado con un motor de camisas húmedas, de forma que para el uso de competición, la cilindrada del motor podía modificarse intercambiando las camisas de los cilindros y los pistones, lo que permitía al coche competir bajo diferentes reglas de capacidad (es decir, por debajo o por encima de los 2 litros, por ejemplo).

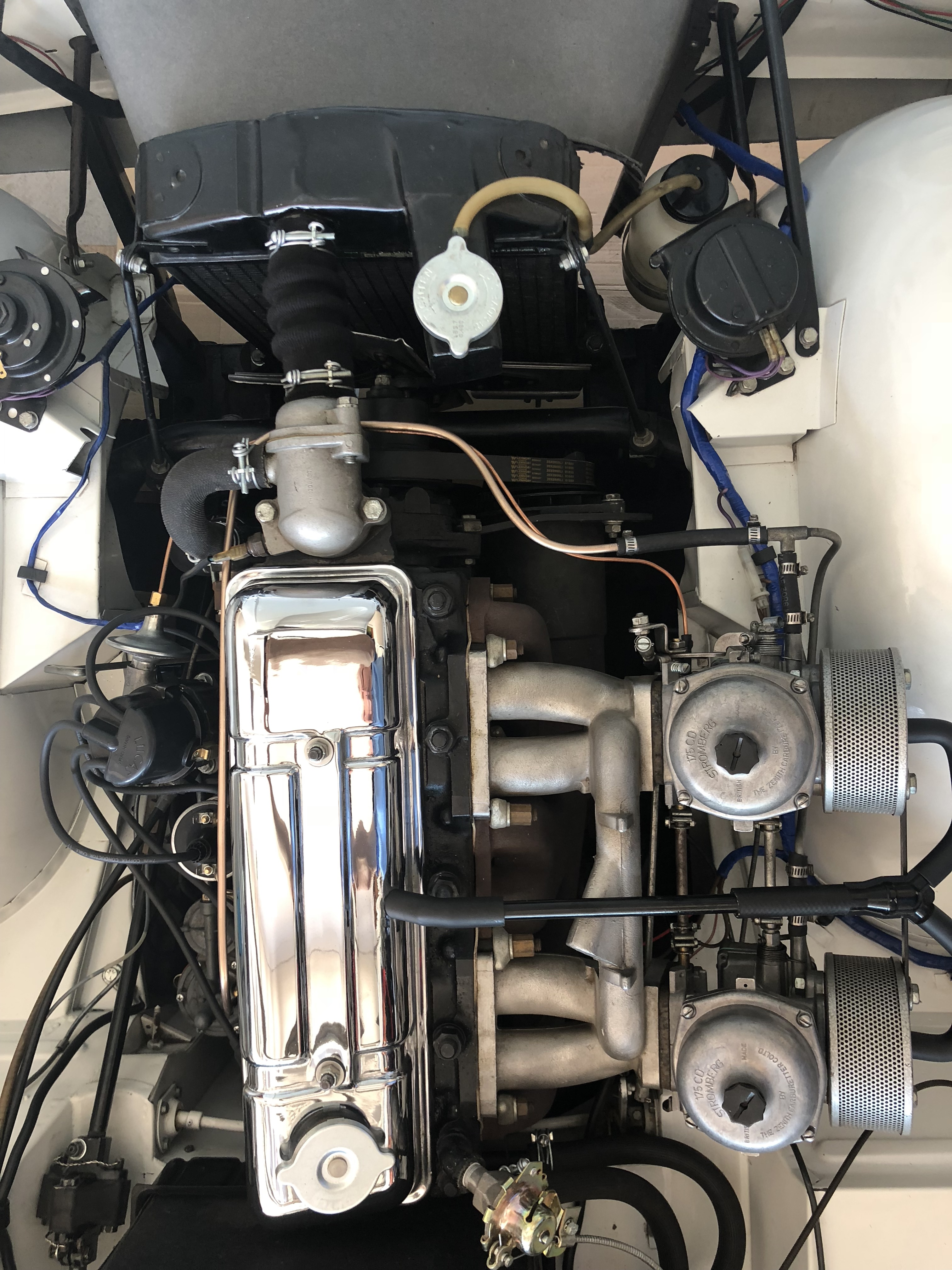
Diseño de uno de los últimos motores del TR4, que muestra carburadores gemelos Zenith Stromberg y un radiador de cuello corto

Otras mejoras clave sobre el TR3 incluyeron una vía más ancha delantera y trasera, una cilindrada del motor estándar ligeramente mayor, transmisión manual totalmente sincronizada en todas las marchas hacia adelante y dirección de cremallera. Además, la sobredirecta opcional Laycock de Normanville operada eléctricamente ahora podía seleccionarse para la segunda y tercera marchas, así como para la cuarta, proporcionando en la práctica al TR4 una caja de cambios manual de relación cerrada de siete velocidades.
El TR4 originalmente estaba equipado con llantas de 15x4.5". Las ruedas opcionales con llantas de alambre de 48 radios se podían pedir pintadas del mismo color que la carrocería del automóvil (poco común), esmaltadas al horno (plata mate con ruedas cromadas, más común) o en mate. o acabados de cromo pulido (originalmente raros, pero ahora más comúnmente instalados). Los neumáticos más típicos originalmente montados eran 590-15 o neumáticos radiales opcionales. En un momento, en los EE. UU., las llantas de aleación American Racing (magnesio y aluminio) se ofrecieron como una opción, en tamaño de 15x5.5" o 15x6". Los neumáticos eran un problema para los propietarios originales que optaban por las llantas de radios de alambre de 60 radios, ya que el tamaño correcto de neumáticos radiales para las llantas de fábrica era 155-15, un tamaño raro de neumático en ese momento, solo disponible en Michelin a un costo considerable. Algunos documentos de ventas originales del TR4 indican que el tamaño radial original era 165-15. Los radiales 185-15, mucho más comunes, eran demasiado anchos para ser instalados de manera segura. Como resultado, muchos propietarios montaron llantas nuevas y más anchas.

## Automovilismo

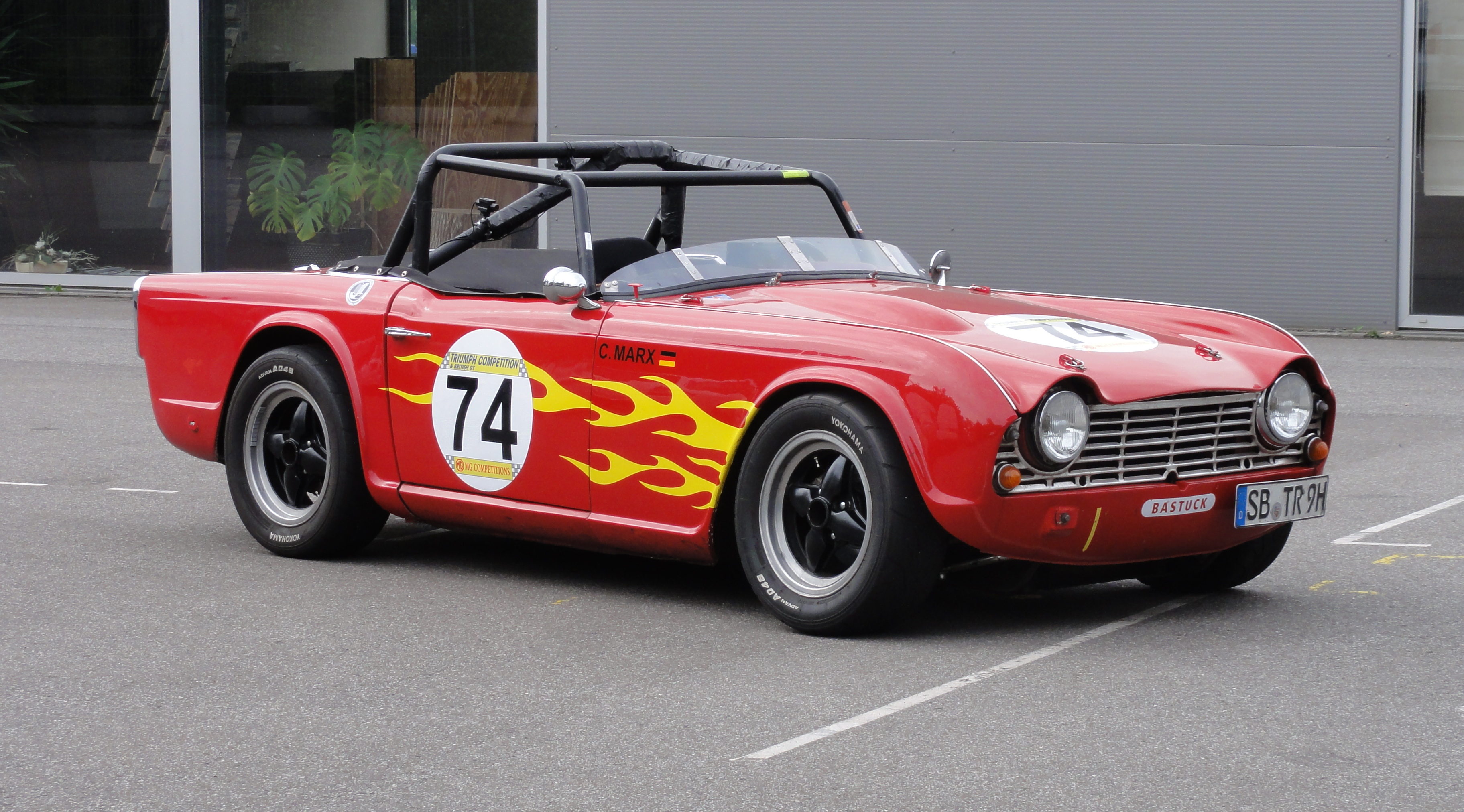
Triumph TR 4, versión abierta

El TR4 tuvo varios éxitos en las carreras en Estados Unidos, principalmente gracias a los esfuerzos del ingeniero californiano Kas Kastner y su mejor piloto, Bob Tullius. En 1961, el TR4 ganó el primer lugar en su clase y el trigésimo en la general en Sebring. Ese coche fue conducido por George Waltman y Nick Cone. En 1962, el TR4 ganó el campeonato nacional de producción E, después de lo cual la SCCA reclasificó el automóvil a producción D, y Tullius ganó ese título de clase en 1963 y 1964. Poco después de que se introdujera el TR4, Kastner junto con Mike Cook, que estaba en el departamento de publicidad de Triumph en la ciudad de Nueva York, convencieron a la compañía para que proporcionara tres nuevos TR4 para competir en la carrera de las 12 Horas de Sebring en 1963. A partir de septiembre de 1962, los coches se prepararon en California, donde Kastner era supervisor de servicio de Triumph. A continuación, volaron a Florida para la carrera de resistencia en marzo de 1963, siendo pilotados por los británicos Mike Rothschild y Peter Bolton; y por los estadounidenses Bob Tullius, Charlie Gates, Ed Deihl, Bob Cole, Bruce Kellner y Jim Spencer. Lograron los puestos 22, 24 y 35 de la general de 65 inscripciones, y primero, segundo y cuarto en la clase 2.5 GT. Este fue el comienzo del Departamento de Competición de Triumph que Kastner dirigió durante varios años y solía publicitar y comercializar el TR4. Al año siguiente, un TR4 privado terminó último en 1964 en la carrera de las 12 horas de Sebring y Kas Kastner regresó a Sebring en 1966 con cuatro TR4A cuidadosamente preparados, tres de los cuales terminaron ganando su clase. En la prueba de 1966, Tullius rompió un pistón en el coche más afinado y no terminó la competición. Quizás la mayor victoria en carreras para el TR4A se produjo en Daytona, donde un automóvil preparado por Kastner y conducido por Charlie Gates ganó el campeonato modificado SCCA D de 1965, superando a los Ferrari y a otros coches preparados específicamente para la prueba.
El TR4 continúa compitiendo en eventos de autos deportivos antiguos e incluso ganó un campeonato de la clase SCCA en 1991. En Australia, el TR4 era un participante común en pruebas de montaña, rallyes de clubes y eventos de carreras de circuito. En 1964, el Team Triumph, patrocinado por la fábrica, participó con tres TR4 en el rally canadiense Shell 4000. Estas unidades "de fábrica" se construyeron con refuerzos en el chasis y paneles de la carrocería de aluminio para fortalecer y aligerar el automóvil. Después de la importación, los motores fueron preparados por Kastner en Nueva York, donde también se equiparon con llantas ligeras de magnesio. Aunque no obtuvieron un buen lugar en el rally, los coches supervivientes se han vuelto bastante valiosos. Uno de ellos es propiedad de Neil Revington, el dueño de Revington TR en el Reino Unido. De hecho, el TR4 se convirtió en un coche de rally famoso en Europa y el Reino Unido desde principios hasta mediados de los años sesenta, y los corsarios (unidades preparadas por pilotos privados) todavía hacen campaña en varios eventos de rally de época en toda Europa.

## TR4A
En 1965, el TR4A con IRS o suspensión independiente reemplazó al TR4. Aparte de la suspensión trasera, que utilizaba brazos de arrastre y un diferencial atornillado al bastidor del chasis rediseñado, y de una serie de pequeños cambios de estilo y refinamientos, los dos modelos parecen casi idénticos. De hecho, se estima que el 25 % de los TR4A no estaban equipados con IRS, sino que volvieron a tener un diseño de eje vivo similar al del TR4, que se adaptó para que fuera compatible con el nuevo chasis.

## Dové GTR4

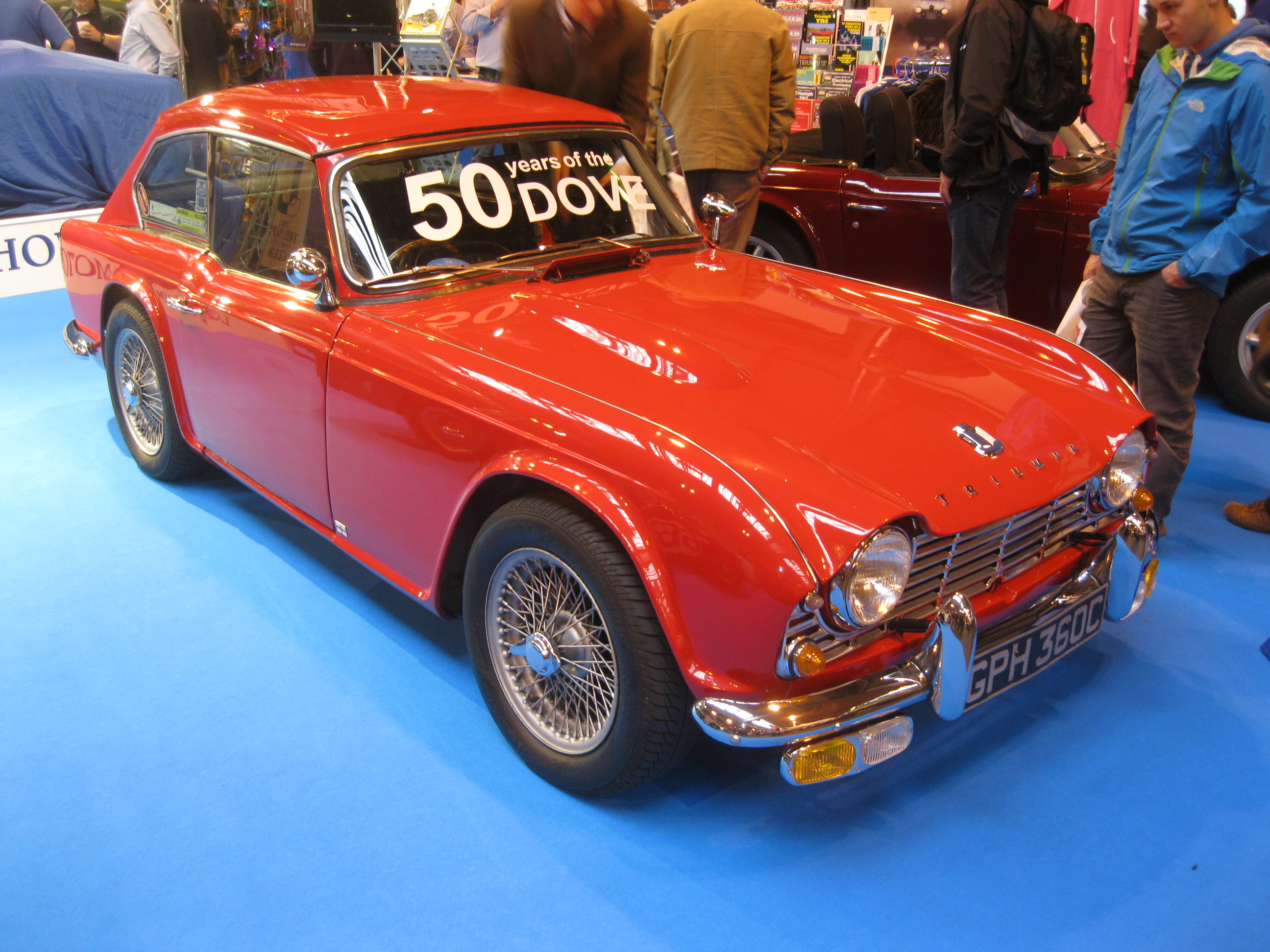
Un cupé Dové GTR4

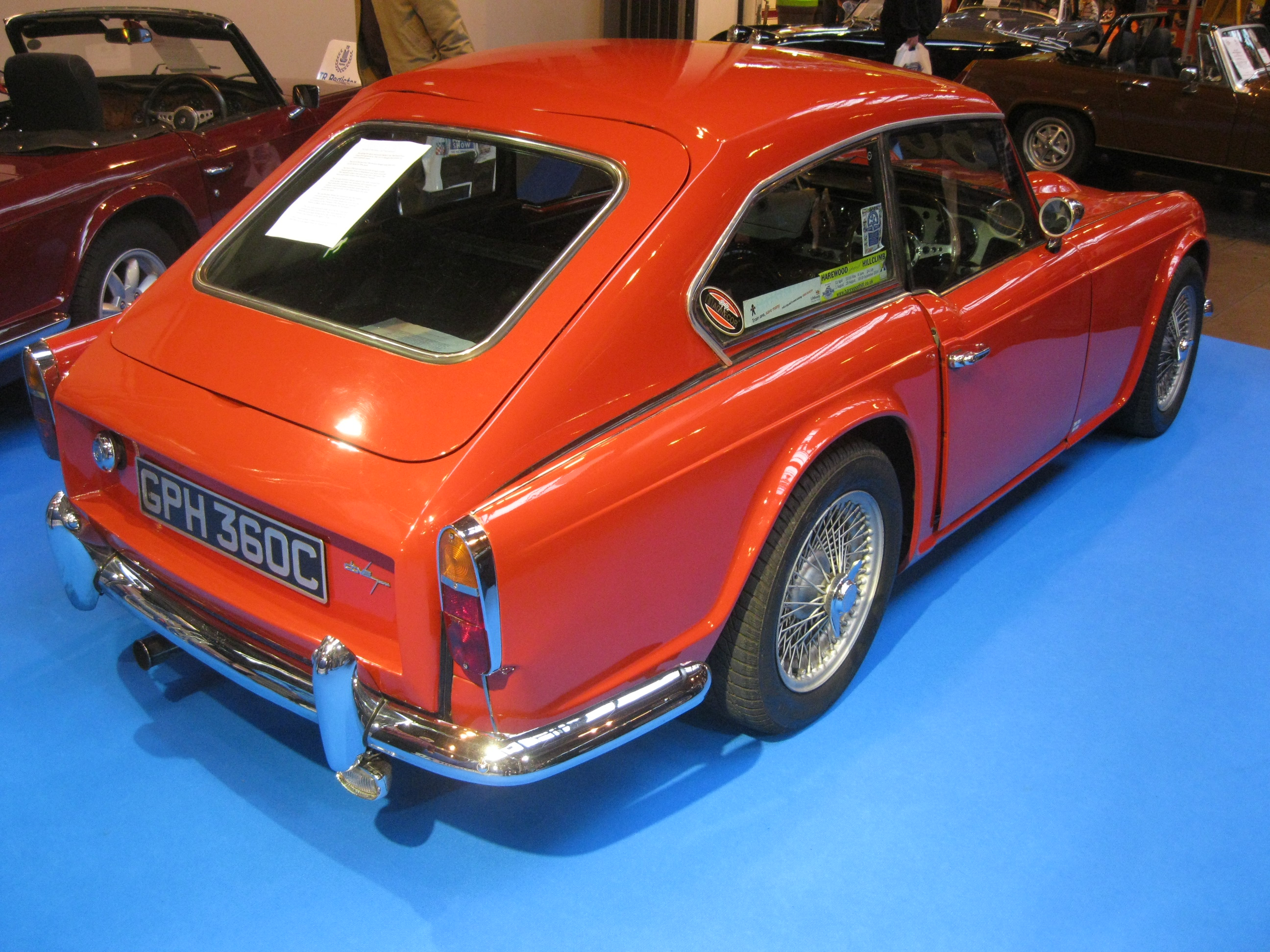
Vista trasera del Dové GTR4

Quizás el modelo TR4 de producción más raro sea el Dové GTR4 (y GTR4A), un TR4 reconstruido como cupé por un carrocero especialista para el concesionario Dove en Wimbledon, Londres. Solo se produjeron 43 ejemplares. Las conversiones fueron realizadas por Harrington Motor Bodyworks, conocido por la construcción del Harrington Alpine, un Sunbeam Alpine modificado. Aunque la mayoría se basó en el modelo TR4, el folleto de ventas muestra una versión TR4A de estos coches. Los motores venían con extras de época como un calentador en las camisas para mejorar el arranque en frío. Algunos estaban equipados con motores ajustados por Jack Brabham Motors o Laystall Engineering de Londres, opción presente en el catálogo de ventas. Dos asientos plegables se colocaron detrás del asiento del conductor utilizando materiales idénticos a los del TR4 estándar originalmente equipado. En algunos modelos se instalaron ruedas con llantas de madera reforzadas con un perímetro metálico remachado, junto con luces auxiliares instaladas en una barra añadida a la parte baja del parachoques delantero. En la tapa de la guantera se colocó una etiqueta de identificación metalizada con el nombre "Dové". En la cubierta trasera a la izquierda debajo de la tapa del maletero, había otra placa de identificación con el logo de Dové. Los cristales de las ventanas laterales tenían una forma especial con un borde superior plano para adaptarse a la nueva línea del techo. Cada Dové fue un pedido individual y se produjeron algunas variaciones en cada automóvil. Los parasoles acrílicos transparentes y oscurecidos se instalaron a medida. La aerodinámica del Dové le dio una buena aceleración de 80 mph (128,7 km/h) a 100 mph (160,9 km/h) en comparación con la versión estándar del automóvil. Fueron concebidos originalmente por L.F. Dove & Co. para competir en la categoría del  mercado de los GT en Europa, de ahí la nomenclatura francesa con una tilde al final de la palabra Dové. Los coches costaban 1250 libras, un precio alto y poco competitivo. Uno de ellos se exportó para su venta a través de Australian Motor Industries en Melbourne, Australia. En la revista "Autocar" del 7 de junio de 1963 se informó sobre una prueba en carretera de uno de estos coches. Se sabe que todavía se conserva hasta una docena de estos coches.

## Especificaciones
- Costo cuando es nuevo - £ 1095
- Velocidad máxima - 110 mph (177 km/h)
- Potencia - 100 HP (74,6 kW) a 4600 rpm[6]
- Par motor - 1529 lb/in (127 lb/ft)[6]
- Consumo total de combustible - 22,5 millas por galón imp (12,6 L/100 km)
- Relación del eje - 3.7:1 (4.1:1 opcional)[6]
- Peso sin carga - 2128 lb (965,2 kg)[6]

## Rendimiento
| Velocidad                | Tiempo |
| ------------------------ | ------ |
| 0 - 30 mph (48,3 km/h)   | 3.7 s  |
| 0 - 50 mph (80,5 km/h)   | 8.3 s  |
| 0 - 60 mph (96,6 km/h)   | 10.9 s |
| 0 - 80 mph (128,7 km/h)  | 20.9 s |
| 0 - 90 mph (144,8 km/h)  | 28.2 s |
| 0 - 100 mph (160,9 km/h) | 46.3 s |